# Tápiószentmárton
Tápiószentmárton es un pueblo húngaro perteneciente al distrito de Nagykáta, condado de Pest.

## Superficie
Cuenta con una superficie de 102 km².

## Demografía
Hasta 2024 la población era de 5733 habitantes, con una densidad de población de 56,20 hab/km².
| Gráfica de evolución demográfica de Tápiószentmárton entre 2020 y 2024 |
|                                                                        |
| Datos según la Oficina Central de Estadística de Hungría.              |